# Alexandra Nechita

## Biografie
Alexandra Nechita (n. 27 august 1985, Vaslui, Vaslui, România) s-a născut la trei luni după ce tatăl său, Niki Nechita, s-a refugiat din România comunistă, în Statele Unite ale Americii. Viorica Nechita și mica Alexandra au reușit să se alăture soțului, respectiv tatălui, abia după doi ani. Părinții Alexandrei fuseseră persecutați sub regimul comunist din România.
Tablourile Alexandrei Nechita se regăsesc în sute de muzee din lume, de la colecția de artă a Vaticanului, până la colecții particulare deținute de celebrități precum Oprah Winfrey, Calvin Klein, Whoopi Goldberg sau David Letterman. Cea mai scumpă pictură a Alexandrei Nechita s-a vândut cu 400.000 de dolari.
Absolventă a UCLA, cu o diplomă în arte plastice, în 1997 a devenit cea mai tânără artistă care a proiectat programul premiilor Grammy .
Alexandra Nechita a fost intervievată de jurnalista Nicole Lapin de la rețeaua de televiziune CNN în cadrul serilor Young People Who Rock (în română: Tineri care „zguduie”) în cadrul unei emisiuni difuzate în 27 noiembrie 2007.